# 釈迦ヶ岳 (笛吹市)
釈迦ヶ岳（しゃかがたけ）は、山梨県笛吹市 にある御坂山地北部の標高1,641 mの山。山梨県により山梨百名山の一つに選定されている。別名が神座山、釈迦岳、嵯峨ヶ岳、檜峰。

## 概要
鋭角的な三角形 の個性的な山容で、山頂直下の南面には崖状の屏風岩がある。頂上部は東西に長く狭い。甲府方面からでも判別しやすい形をした山で、山頂はパノラマビューで富士山はもちろん、八ヶ岳、奥秩父まで見渡せる眺望が楽しめる。 南西山麓の檜峯神社の奥ノ院となる山で、山頂には2体の夫婦の石仏が祀られている。山頂部はコメツガとヒノキの矮樹が少しだけ生育する岩山。笛吹市御坂町の南西山麓には檜峰神社があり、ヒノキの自然林でフジザクラが生育している。神社には鳥類学者の中村幸雄が周辺の森でコノハズクとブッポウソウ（ブッポウソウと鳴くのはコノハズク）の違いを発見した場所として知られていて、「檜峰神社のコノハズク生息地」が山梨県の天然記念物の指定を受けていて、記念碑が建てられている。

## 山名の由来
山名は『山梨鑑』などで嵯峨岳と記されていて、古語で険しいことを意味し、尖峰であることに由来する。山頂には檜峰神社の山宮が祀られていて、檜峰とも呼ばれていた。

## 登山
日帰り登山の対象となる山で、以下の登山道（ハイキングコース）などが開設されている。代表的な日向沢峠からのコース（無雪期・天候良好時）は、山梨県により技術的難易度が「ランクA/(A-E)」（低い-中程度）、体力度が「1/1-10」（低程度、日帰りが可能）とされている。黒岳から尾根伝いに縦走されることもある。山頂部の岩場には太いロープが設置されている。山頂の南側には御坂山地の中藤山越しに、富士山の3合目付近から上部を見渡すことができる。北側には甲府盆地と周囲を取り囲む山並みを見渡すことができ、西側に赤石山脈を見渡すことができる。

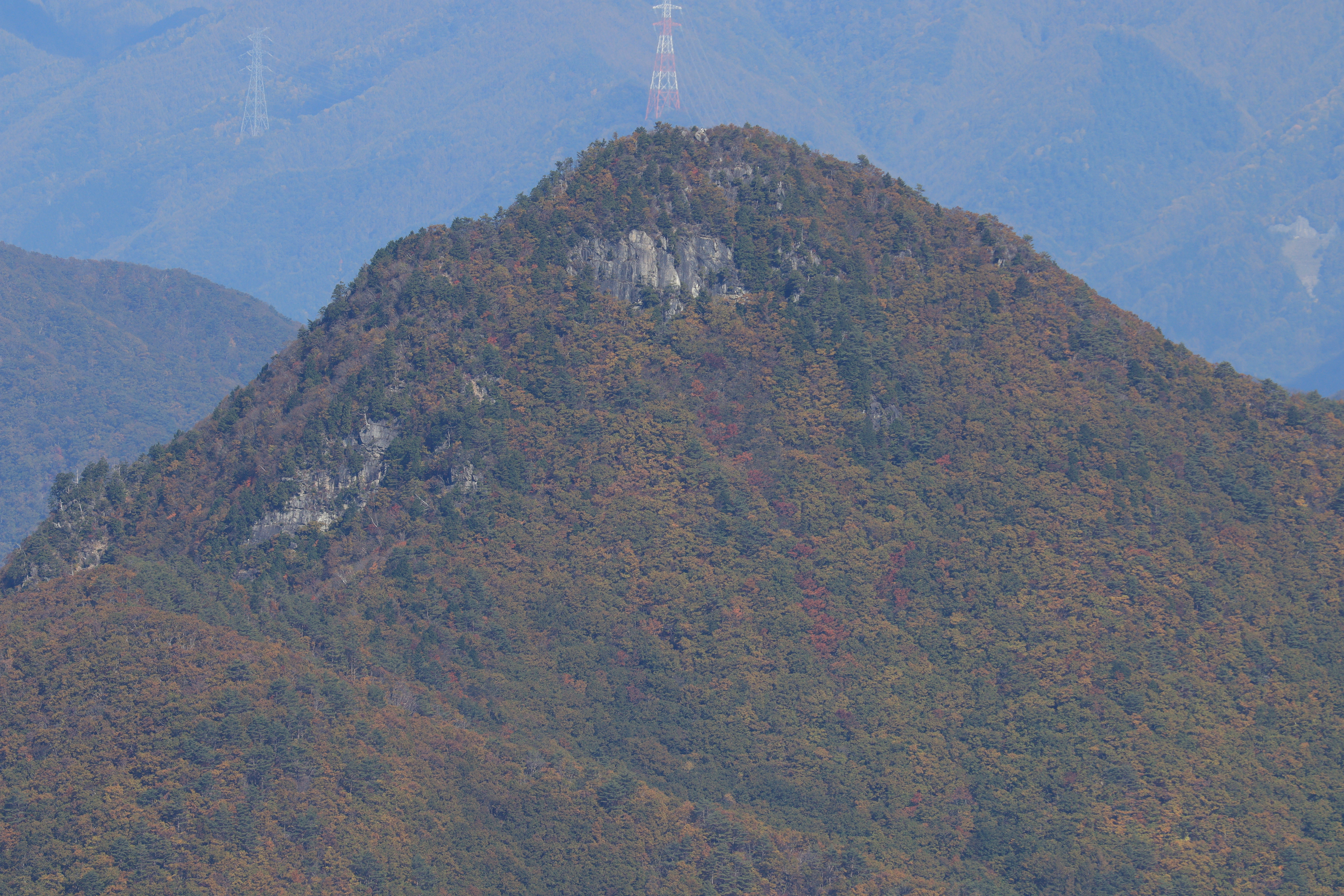
山頂直下の南面にある屏風岩

- 日向坂峠（どんべい峠） - 府駒山 - 釈迦ヶ岳
- 檜峰神社 - 鳶巣峠 - 黒打ノ頭（神座山） - 釈迦ヶ岳
- 林道蕪入沢上芦川線南登山口 - 林道終点 - 西尾根合流部 - 釈迦ヶ岳[7][8]

## 地理

### 周辺の山
東西に連なる御坂山地の主峰である最高峰の黒岳から北側の派生する尾根上にある代表的な山である。御坂山地の西側、同県西八代郡市川三郷町と甲府市にまたがる同名の釈迦ヶ岳（標高1,271 m）の山がある。山頂から0.9 km東の稜線上に小ピークの府駒山 があり、三等三角点（点名が「釈迦岳」、標高1,562.40 m）が設置されている。山頂から1.6 km西の稜線上に小ピークの黒打ノ頭（神座山）
があり、四等三角点（点名が「神座山」、標高1,472.29 m）が設置されている
| 山容 | 山名     | 標高(m)  | 三角点等級 基準点名 | 釈迦ヶ岳からの 方角と距離(km) | 備考                                     |
| --- | -------- | -------- | ------------------- | ----------------------------- | ---------------------------------------- |
| 本社ヶ丸方面から望む釈迦ヶ岳（2019年10月23日撮影） | 釈迦ヶ岳 | 1,641    |                     | 0                             | 山梨百名山                               |
| 三つ峠山の山頂から望む御坂山地（左から十二ヶ岳、鬼ヶ岳、節刀ヶ岳、中藤山、破風山、黒岳、釈迦ヶ岳、日向坂峠、駒府山、御坂山）と遠景の赤石山脈、飛騨山脈（2019年10月23日撮影） | 黒岳     | 1,792.68 | 一等 「黒岳」       | 東南東 2.8                    | 御坂山地の最高峰 日本三百名山 山梨百名山 |
| 足和田山から望む河口湖（右端中央に河口湖大橋）と三ッ峠山（2014年12月13日撮影）                                                                                               | 三ッ峠山 | 1,785.23 | 二等 「水峠」       | 東 8.1                        | 日本二百名山 山梨百名山                  |
| 三ッ峠山から望む節刀ヶ岳（2019年10月23日撮影） | 節刀ヶ岳 | 1,736    |                     | 南西 5.1                      | 山梨百名山                               |

### 周辺の峠
- 日向坂峠（どんべい峠） - 標高約1,350 m、黒岳との鞍部にあり、山頂の東1.7 kmに位置する[2]。林道蕪入沢上芦川線が通る[18]。
- 鳥坂峠 - 標高約1,070 m、西側に延びる尾根上の春日山との鞍部にあり、山頂の西4 kmに位置する[2]。周辺の山腹で山梨県道36号笛吹市川三郷線の新鳥坂トンネルが貫通する[2]。
- 鳶巣峠 - 標高約1,120 m、大栃山（標高1,415 m）と黒打ノ頭（神座山）との鞍部にあり、山頂の西北西1.7 kmに位置する[2]。

### 源流の河川
富士川水系の笛吹川の以下の支流の源流となる山で太平洋側の駿河湾へ流れる。
- シンポチ沢 - 神座山川（金山の支流）の源流
- 芦川の支流

### 周辺の主な名所や施設
- 芦川のスズラン群生地
- 古民家藤原邸
- 檜峰神社

### 交通・アクセス
山域の北側の山麓に国道137号が通り、南西山麓に山梨県道719号富士河口湖芦川線が通る。
- 富士急行河口湖駅の北北西8.4 kmに位置する[4]。
- 中央自動車道富士吉田線の河口湖インターチェンジの北北西9.8 kmに位置する[2]。

## 釈迦ヶ岳の風景

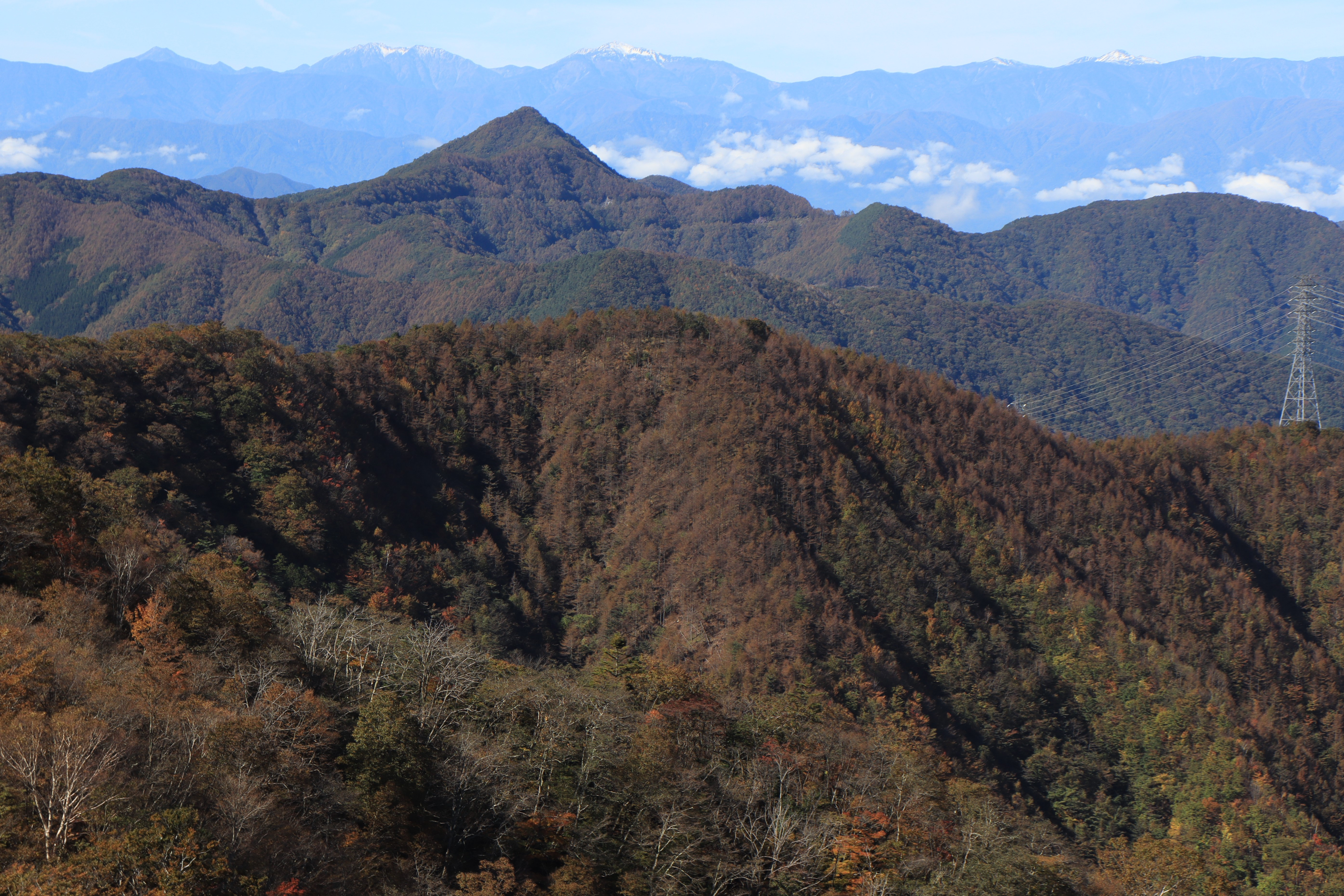
東側の本社ヶ丸方面から望む釈迦ヶ岳、左から日向坂峠を越えて東斜面に林道蕪入沢上芦川線が通る 遠景は赤石山脈
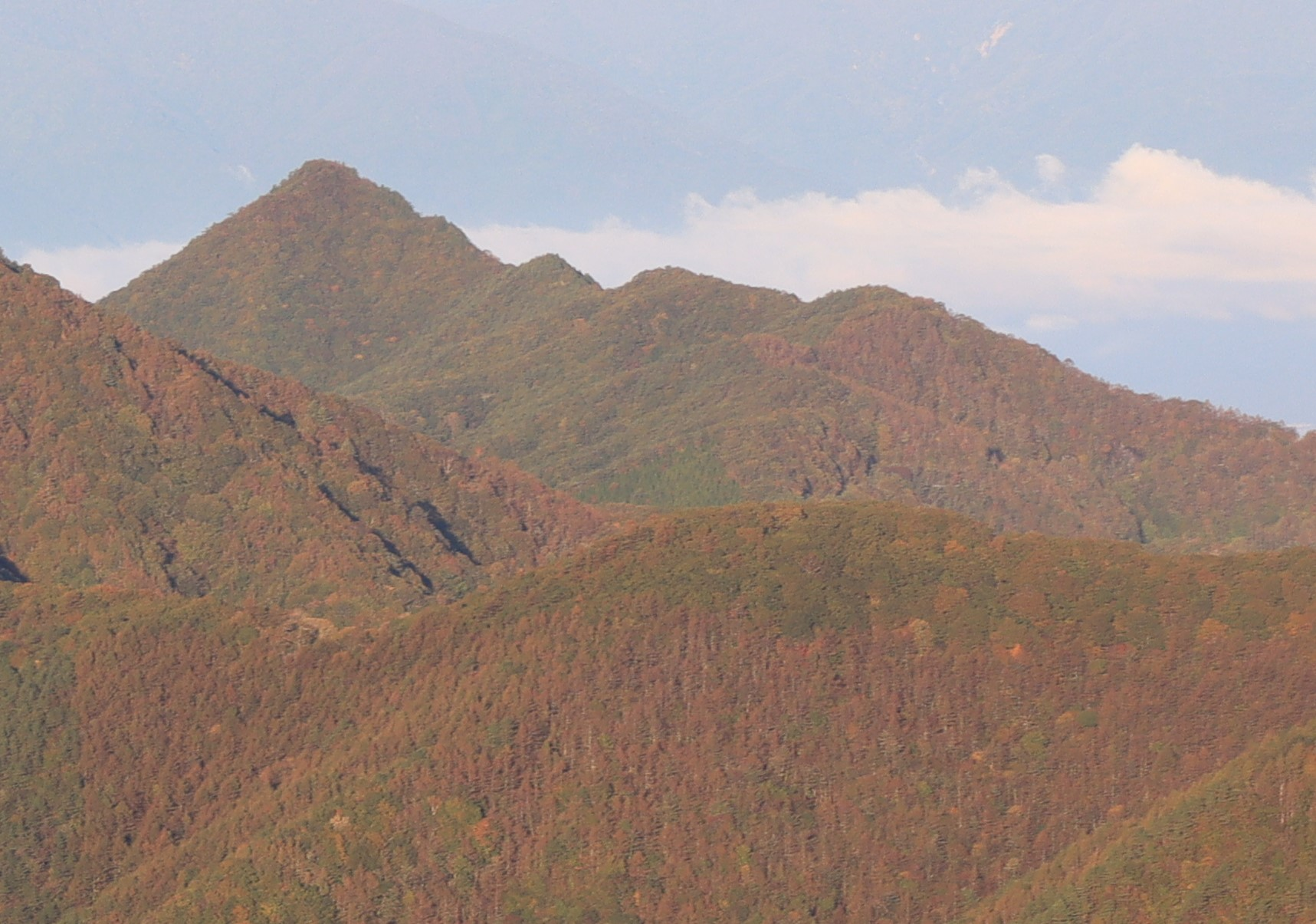
東側の三ッ峠山から望む黒岳の北尾根越しの釈迦ヶ岳
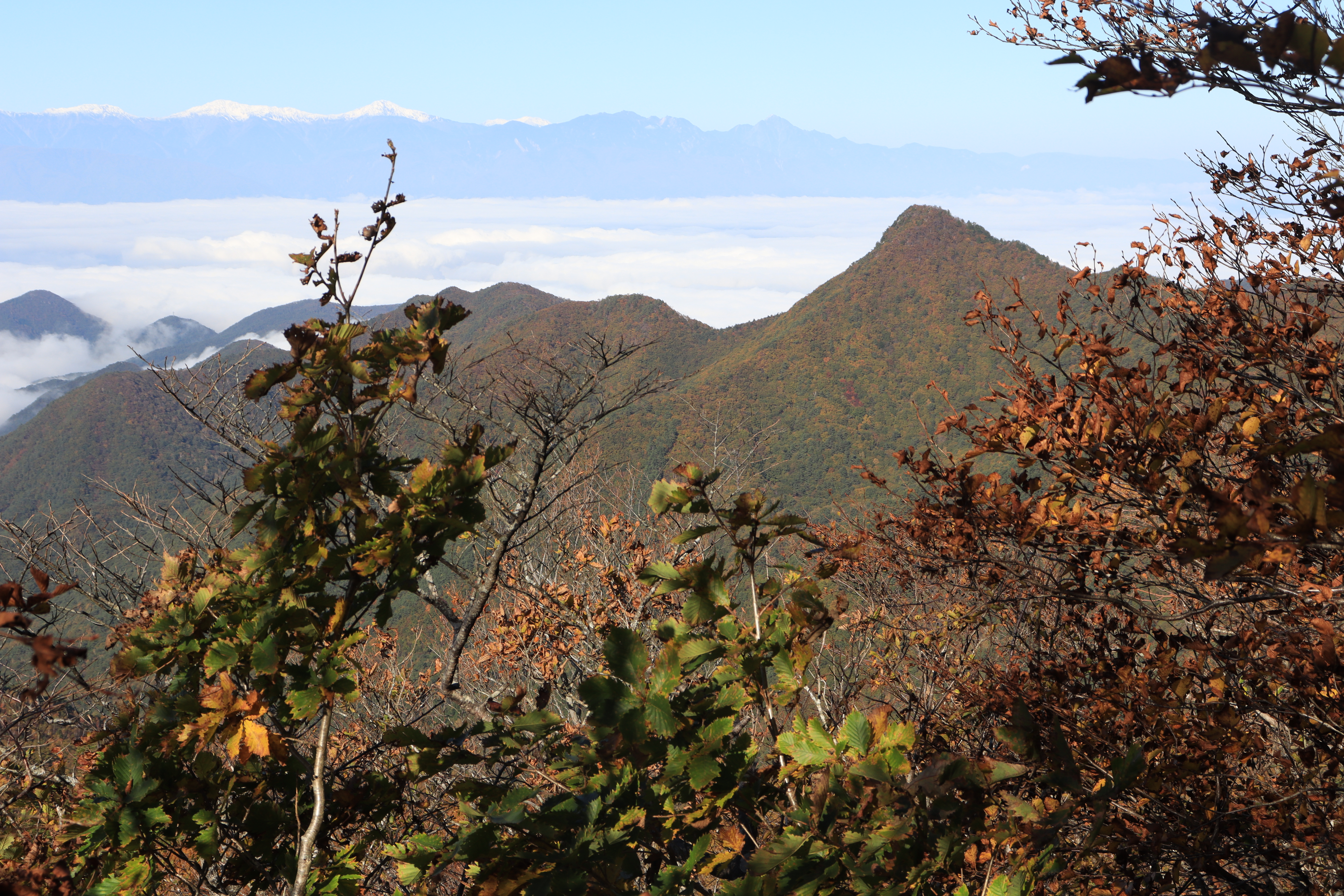
東南東側の黒岳から望む釈迦ヶ岳 遠景は赤石山脈